# Image 94' - 니가 오는날
《Image 94' - 니가 오는날》은 대한민국의 가수 변진섭의 여섯 번째 정규 음반이다.

## 수록곡
| #   | 제목                                  | 작사   | 작곡   | 재생 시간 |
| --- | ------------------------------------- | ------ | ------ | --------- |
| 1.  | 〈니가 오는 날〉                      | 박주연 | 유승범 | 4:40      |
| 2.  | 〈처음보다 더 어제보다 더〉           | 함경문 | 유승범 | 4:23      |
| 3.  | 〈Image 94〉                          | 윤일상 | 윤일상 | 3:52      |
| 4.  | 〈이기심 + 사랑〉                     | 윤일상 | 윤일상 | 3:59      |
| 5.  | 〈피아노〉                            | 이재경 | 유승범 | 4:10      |
| 6.  | 〈이름 없는 거리〉                    | 지예   | 유승범 | 4:18      |
| 7.  | 〈삼각관계〉                          | 이재경 | 유승범 | 4:47      |
| 8.  | 〈너 뿐인 걸〉                        | 함경문 | 유승범 | 4:36      |
| 9.  | 〈언덕 위의 나무〉 (환경을 위한 노래) | 이재경 | 유승범 | 3:33      |
| 10. | 〈작은 새〉                           | 지예   | 지예   | 4:02      |

## CREDIT
- 프로듀서 : 김지환
- 엔지니어 : 임창덕, 이용준
- 레코딩 스튜디오 : Now Studio
- 포토그래픽 : 지영빈
- 디자인 : 배준환
- 매니지먼트 : 진선기획
- 기타 : 함춘호, 이근형, 유태준
- 베이스 기타 : 신현권
- 드럼 : 배수연
- 바이올린 : 심상원
- 컴퓨터 프로그래밍 : 유승범
- 백그라운드 보컬 : 우순실, 조규찬, 장필순, 윤영로, 강혁
- 키보드 & 피아노 : 김효국, 최태완